# Alula Borealis
Alula Borealis (Nu de l'Ossa Major / ν Ursae Majoris) és un estel en la constel·lació de l'Ossa Major de magnitud aparent +3,49. La paraula Alula prové d'una frase àrab que significa «el primer salt», mentre que la paraula Borealis fa referència a la seva posició al nord respecte a Alula Australis (ξ Ursae Majoris). Aquest estel és mitjanament fàcil d'albirar al límit del nord des de l'hemisferi sud al mes d'abril. Forma part del corrent d'estels de l'Associació estel·lar de l'Ossa Major»
A una distància de 421 anys llum, Alula Borealis és un estel binari l'estel principal del qual, Alula Borealis A, és una gegant taronja de tipus espectral K3III amb una temperatura superficial de 4.100 K. Amb una lluminositat 1.355 vegades superior a la del Sol, el seu radi és equivalent a 66 vegades el radi solar, aquest últim valor obtingut a partir de la mesura directa del seu diàmetre angular. La seva massa s'estima quatre vegades major que la massa solar.
Visualment a 7,4 segons d'arc s'hi troba Alula Borealis B, un estel de magnitud +10,1; la seva separació amb Alula Borealis A s'ha mantingut gairebé constant durant els últims 175 anys, la qual cosa implica una relació real entre ambdues estels. Alula Borealis B és una nana groga de tipus G1V la lluminositat de la qual és un 30 % major que la del Sol i que té una massa lleugerament major que la d'aquest. La seva separació amb Alula Borealis A és d'almenys 950 ua.